# Haeteriinae

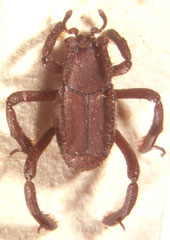
Euxenister caroli

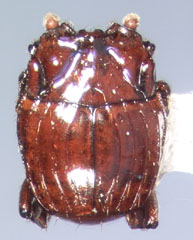
Ulkeus sp.

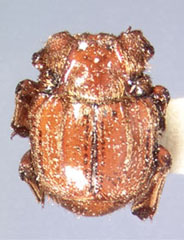
Haeterius tristriatus

Haeteriinae – podrodzina chrząszczy z rodziny gnilikowatych, występująca głównie w krainie neotropikalnej. Większość gatunków należących do tej podrodziny jest wyspecjalizowanymi myrmekofilami i termitofilami. Opisano ponad 300 gatunków. Kilka rodzajów występuje w Palearktyce (Satrapes, Sternocoelis, Eretmotus) i Holarktyce (Haeterius). Systematyka tej grupy budzi wiele wątpliwości, podejrzewa się też, że podrodzina Haeteriinae może nie być monofiletyczna, ponieważ część proponowanych dla podrodziny synapomorfii jest nieobecna u niektórych gatunków.
Około 2/3 wszystkich rodzajów Haeteriinae jest monotypowych, co odzwierciedla wielkie morfologiczne zróżnicowanie tych chrząszczy. Większość związanych jest z koloniami neotropikalnych mrówek Ecitoninae. Gospodarzami dla Hataeriinae są też mrówki Formicinae i Myrmecinae. Kilka gatunków jest termitofilnych i związanych z koloniami Nasutiterminae.
Haeteriinae są niewielkimi chrząszczami, zwykle o owalnym zarysie ciała. Często mają skrócone pokrywy. Mogą chować odnóża i czułki do płytkich zagłębień po brzusznej stronie ciała. Badano zdolność niektórych gatunków Haeteriinae (Euxenister caroli, Euxenister wheeleri) do podążania za chemicznymi śladami mrówek gospodarzy; wykazano przy tym, że chrząszcze nie są w stanie wykryć śladów starszych niż 12 godzin. Oba gatunki Euxenister mają funkcjonalną parę skrzydeł lotnych, co umożliwia im dotarcie do obozowisk wędrownych mrówek z którymi są związane.

## Rodzaje
- Alienister Reichensperger, 1926
- Aneuterapus Reichensperger, 1958
- Aristomorphus Lewis, 1913
- Attalister Bruch, 1937
- Aphanister Reichensperger, 1933
- Aritaerius Kovarik & Tishechkin, 2004[3]
- Anasynodites Reichensperger, 1935
- Alloiodites Reichensperger, 1939
- Aemulister Reichensperger 1938
- Bastactister Reihensperger, 1939
- Cachexia Lewis, 1888
- Chelonosternus Bickhardt, 1909
- Coelister Bickhardt, 1917
- Colonides Schmidt, 1889
- Cyclechinus Bickhardt, 1917
- Chelyocephalus Schmidt, 1983
- Cossyphodister Reichensperger, 1936
- Cheilister Reichensperger, 1924
- Clientister Reichensperger, 1935
- Convivister Reichensperger, 1936
- Chrysetaerius Reichensperger, 1923
- Daptesister Helava in Helava, Howden & Ritchie, 1985
- Daitrosister Helava in Helava, Howden & Ritchie, 1985
- Discoscelis Schmidt, 1889
- Ecclisister Reichensperger, 1935
- Enicosoma Lewis, 1904
- Euxenister Reichensperger, 1923
- Eurysister Helava in Helava, Howden & Ritchie, 1985
- Euclasea Lewis, 1888
- Eretmotus Lacordaire, 1854
- Ecitonister Reichensperger, 1923
- Fistulaster Helava in Helava, Howden & Ritchie, 1985
- Glyptosister Helava in Helava, Howden & Ritchie, 1985
- Gallaster Helava in Helava, Howden & Ritchie, 1985
- Hetaerimorphus Schmidt, 1893
- Hemicolonides Reichensperger, 1939
- Haeterius Erichson, 1834
- Hetaeriobius Reichensperger, 1925
- Hetaeriodes Schmidt, 1893
- Hippeutister Reichensperger, 1935
- Hesperodromus Schmidt, 1889
- Homalopygus Boheman, 1858
- Inquilinister Helava in Helava, Howden & Ritchie, 1985
- Iugulister Reichensperger, 1958
- Kleptisister Helava in Helava, Howden & Ritchie, 1985
- Latronister Reichensperger, 1932
- Leptosister Helava in Helava, Howden & Ritchie, 1985
- Lissosternus Lewis, 1905
- Morphetaerius Reichensperger, 1939
- Murexus Lewis, 1907
- Nomadister Borgmeier, 1948
- Notocoelis Lewis, 1900
- Mesynodites Reichardt, 1924
- Nevermannister Reichensperger, 1938
- Metasynodites Reichensperger, 1930
- Monotonodites Reichensperger, 1939
- Nymphister Reichensperger, 1933
- Oudaimosister Helava in Helava, Howden & Ritchie, 1985
- Oaristes Helava in Helava, Howden & Ritchie, 1985
- Opadosister Helava in Helava, Howden & Ritchie, 1985
- Panoplitellus Hedicke, 1923
- Pselaphister Bruch, 1926
- Pterotister Reichensperger, 1939
- Poneralister Bruch, 1929
- Pulvinister Reichensperger, 1933
- Parasynodites Bruch, 1930
- Plagioscelis Bickhardt, 1917
- Paratropinus Reichensperger,1923
- Psalidister Reichensperger, 1924
- Paroecister Reichnsperger, 1923
- Procolonides Reichensperger, 1935
- Pinaxister Reichensperger, 1939
- Plaumannister Reichensperger, 1958
- Parodites Reichensperger, 1923
- Reninoides Helava in Helava, Howden & Ritchie, 1985
- Reninopsis Helava in Helava, Howden & Ritchie, 1985
- Sterncoelopsis Reichensperger, 1923
- Synoditinus Reichensperger, 1929
- Symphilister Reichensperger, 1923
- Scapicoelis Marseul, 1862
- Scapolister Borgmeier, 1930
- Sternocoelis Lewis, 1888
- Synetister Reichensperger, 1924
- Satrapes Schmidt, 1885
- Teratolister Bruch, 1930
- Teratosoma Lewis, 1885
- Troglosternus Bickhardt, 1917
- Tubulister Borgmeier, 1948
- Tylois Marseul, 1864
- Terapus Marseul, 1862
- Thaumataerius Mann, 1923
- Termitoxenus Schmidt, 1889
- Termitolister Bruch, 1930
- Trichoreninus Lewis, 1891
- Ulkeus Horn, 1885
- Ulkeopsis Helava, 1985
- Wasmannister Bruch, 1929
- Voratister Helava, 1989
- Xylostega Reichensperger, 1923
- Xenister Borgmeier, 1929